# Чижгора
Чи́жгора — деревня в Мезенском районе Архангельской области России. Административный центр Совпольского сельского поселения.

## География
Деревня находится в юго-западной части Мезенского района, на левом берегу реки Со́ва, недалеко от её впадения в реку Немнюга. На правом берегу Со́вы находится деревня Совполье. К северу от Чижгоры и Совполья Немнюгу пересекает мост автодороги «Архангельск — Пинега — Кимжа — Мезень».

### Часовой пояс
Деревня Чижгора, как и вся Архангельская область, находится в часовой зоне МСК (московское время). Смещение применяемого времени относительно UTC составляет +3:00.

## Население
| 2002 | 2010 | 2012 |
| ---- | ---- | ---- |
| 197  | ↘151 | ↗195 |

## Улицы
- ул. Набережная,
- ул. Промышленная,
- ул. Центральная,
- ул. Школьная.

## Карты
- Чижгора на карте Wikimapia
- Чижгора. Публичная кадастровая карта
- Чижгора на карте Пинежского уезда